# David Simón Rodríguez Santana
David Simón Rodríguez Santana (Las Palmas, 16 de dezembro de 1988) é um futebolista profissional espanhol que atua como defensor.

## Carreira
David Simón começou a carreira no Unión Viera.